# Freddy Schweitzer
Freddy Schweitzer (Saarland, 20 mei 1907 - Edgware, 16 november 1950) was een Duitse jazzmuzikant. Hij speelde alt- en tenorsaxofoon en klarinet.
Schweitzer was aanvankelijk actief als pianist. Hij werkte bij Louis de Vries, Stanley Barnett, Tommy Marshall, Marek Weber en Efim Schachmeister. In 1932 ging hij spelen bij de band van Jack Hylton, waar hij vanwege de rassenvervolgingen in Hitler-Duitsland tot het einde van het orkest in 1940 bleef. Bij dit orkest haalde hij ook komische toeren uit, zo balanceerde hij weleens tijdens een klarinetsolo een viool, en later zelfs een contrabas, op zijn voorhoofd. Na zijn tijd bij Hylton was hij lid van het orkest van Freddy Bretherton. Hij werkte met Paul King in het variété en leidde een eigen band. Schweitzer is te horen op plaatopnames met Norbert Cohn, Hylton en Coleman Hawkins.

## Bron
- John Chilton, Who Is Who in British Jazz London 2005; ISBN 978-0826472342